# ارثورو اينريكي بيرنهاردت
ارثورو اينريكي بيرنهاردت (بالبرتغالية: Arthur Henrique Bernhardt‏) (27 أغسطس 1982 بفلوريانوبوليس في البرازيل - ) هو لاعب كرة قدم برازيلي في مركز الهجوم. لعب مع إشتوريل برايا وتيريك غروزني وديبورتيفو ألافيس وراسينغ سانتاندير وريال سبورتينغ خيخون وريكرياتيفو وسلتا فيغو ونادي أفاي لكرة القدم ونادي أونياو دا ماديرا ونادي الظفرة ونادي جوهر دار التعظيم ونادي ستيوا بوخارست ونادي فلامنغو ونادي قرطبة ونادي كريسيوما ونادي ميدلزبره ويو دي ليريا وإسبورتي بيلوتاس ‏ ورايو كانتابريا ‏.

## روابط خارجية
- ارثورو اينريكي بيرنهاردت على موقع قاعدة بيانات كرة القدم.إي يو (الإنجليزية)
- ارثورو اينريكي بيرنهاردت على موقع Soccerway.com (الإنجليزية)
- ارثورو اينريكي بيرنهاردت على موقع عالم كرة القدم.نت (الإنجليزية)
- ارثورو اينريكي بيرنهاردت على موقع AS.com (الإسبانية)